# Jawaan Taylor
Jawaan Taylor (Cocoa, 25 novembre 1997) è un giocatore di football americano statunitense che milita nel ruolo di offensive tackle per i Kansas City Chiefs della National Football League (NFL).

## Carriera universitaria
Taylor al college giocò a football con i Florida Gators dal 2016 al 2018 divenendo titolare già a partire dalla sua prima stagione.

## Carriera professionistica

### Jacksonville Jaguars
Taylor fu scelto nel corso del secondo giro (35º assoluto) del Draft NFL 2019 dagli Jacksonville Jaguars. Debuttò come professionista partendo come titolare nella gara del primo turno contro i Kansas City Chiefs. La sua prima stagione si chiuse disputando tutte le 16 partite come titolare e venendo inserito nella formazione ideale dei rookie della Pro Football Writers Association.

### Kansas City Chiefs
Il 13 marzo 2023 Taylor firmó un contratto quadriennale del valore di 80 milioni di dollari con i Kansas City Chiefs.

## Palmarès

### Franchigia
- Super Bowl : 1

Kansas City Chiefs: LVIII
- American Football Conference Championship: 2

Kansas City Chiefs: 2023, 2024

### Individuale
- PFWA All-Rookie Team - 2019